# Plac św. Piotra (Leicester)

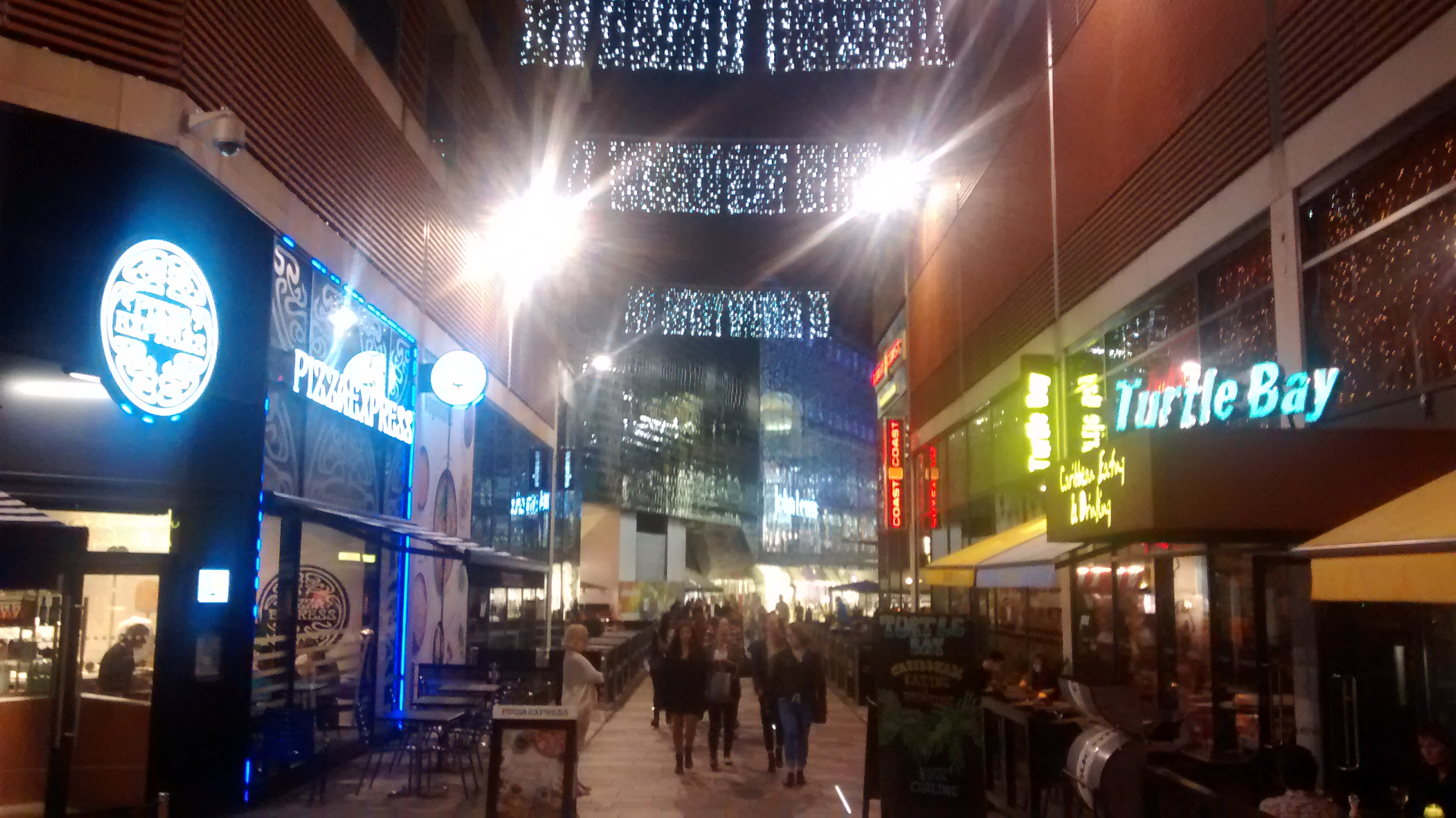
Plac Świętego Piotra wieczorem

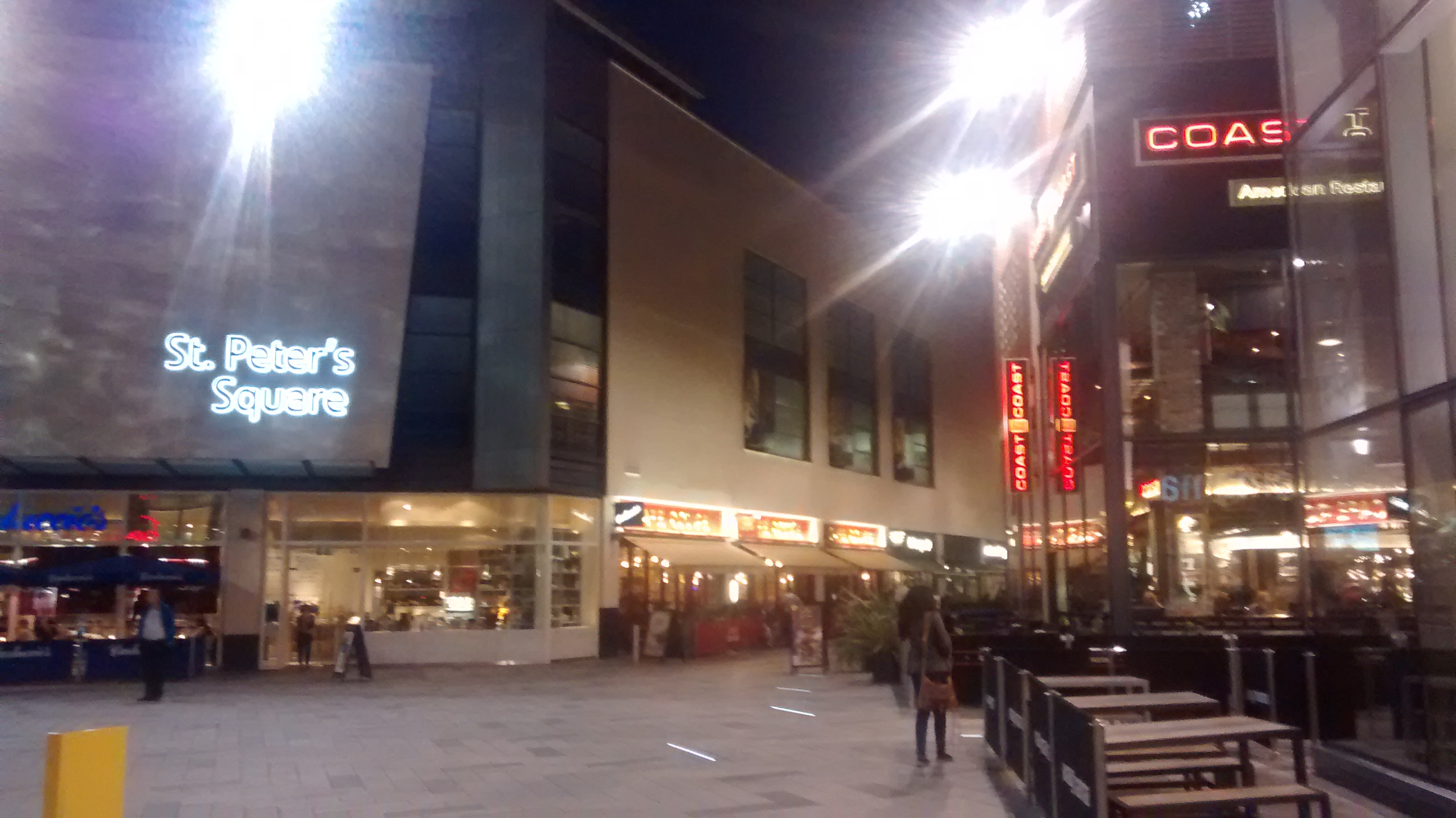
pl. św. Piotra

Plac św. Piotra (ang. St. Peter's Square) - plac w mieście Leicester w Wielkiej Brytanii. Plac św. Piotra położony w centrum miasta u zbiegu ulic Highcross Lane, Bath House Lane.
Wokół placu znajdują się centra handlowe John Lewis, Highcross.
Na placu znajdują się liczne kawiarnie, restauracje oraz kino Cinema De Lux.